# Konkurs Poetycki im. Jana Kulki
Konkurs Poetycki im. Jana Kulki – konkurs o charakterze ogólnopolskim organizowany od 2002 przez Miejski Dom Kultury – Dom Środowisk Twórczych w Łomży.

## I edycja 2002/3
Laureaci:
- I nagroda: Janusz Gołda
- II nagroda: Jerzy Fryckowski
- wyróżnienia: Anna Piliszewska, Krzysztof Grzelak, Filip Nowaczyński[1]

## II edycja 2003/4
Jury: Anna Janko, Henryk Gała, Maciej Cisło
Laureaci:
- I nagroda: Zbigniew Nasiadko
- II nagroda: Barbara Szumksta
- III nagroda: Janusz Gołda[2]

## III edycja 2004/5
Jury: Wiesława Czartoryska, Wiesław Szymański, Bogdan Dudko
Laureaci:
- I nagroda: Katarzyna Maria Satko, Piotr Rowicki, Ewa Nowak-Tworko, Lech Lament
- II nagroda: Janusz Koryl, Józefa Drozdowska
- wyróżnienie: Jarosław Choromański[3]

## IV edycja 2005/6
Jury: Beata Gula, Henryk Gała, Zdzisław Łączkowski
Laureaci:
- I nagroda: Michał Kasprzak
- II nagroda: Maciej Porzycki i Miłosz Kamil Manasterski
- III nagroda: Izabela Filipek
- IV nagroda: Tomasz Jezierski
- wyróżnienia: Marek Kowalik, Grzegorz Chwieduk, Ewa Galoch[4]

## V edycja 2007
Jury: Barbara Kulka, Andrzej Zaniewski, Wojciech Kass
Laureaci:
- I nagroda: Adrian Marczak
- II nagroda: Rafał Jaworski i Sławomir Zakrzewski
- III nagroda: Łukasz Gamrot
- IV nagroda: Lech Lament[5]

## VI edycja 2008
Jury: Krzysztof Kuczkowski, Wojciech Kass, Anna Szczyglewska
Laureaci:
- I nagroda: Robert Miniak
- II nagroda: Małgorzata Lebda
- III nagroda: Teresa Radziewicz i Michał Nowak
- wyróżnienie: Lesław Wolak[6]

## VII edycja 2009
Jury: Wojciech Kass, Krzysztof Kuczkowski, Wiesław Szymański
Laureaci:
- I nagroda: Małgorzata Lebda
- II nagroda: Robert Miniak, Katarzyna Bolec i Michał Nowak
- nagroda specjalna: Miłosz Kamil Manasterski
- wyróżnienia: Aleksandra Zbierska, Jacek Kawecki, Krystyna Szarzyńska[7]

## VIII edycja 2010
Jury: Sergiusz Sterna-Wachowiak, Henryk Gała, Paweł Szydeł
Laureaci:
- I nagroda: Wojciech Roszkowski
- wyróżnienia: Karol Graczyk, Zofia Staniszewska, Małgorzata Borzeszkowska[8]

## IX edycja 2011
Jury: Andrzej Zaniewski, Wiesław Szymański, Janusz Taranienko
Laureaci:
- Nagroda Główna: Katarzyna Zając
- pozostałe nagrody: Robert Miniak, Marta Kapelińska, Wojciech Roszkowski, Hanna Dikta, Beata Patrycja Klary i Monika Dudziak[9]

## X edycja 2012
Jury: Henryk Gała, Wiesław Szymański, Janusz Termer
Laureaci:
- Nagroda Główna: Janusz Koryl
- pozostałe nagrody: Dorota Ryst, Adam Szymura, Kamila Pawluś, Marta Jurkowska, Ida Sieciechowicz[10]

## XI edycja 2013
Jury: Krystyna Konecka, Andrzej Dębkowski, Henryk Gała
Laureaci:
- I nagroda: Jerzy Fryckowski
- II nagroda: Tatiana Tokarczuk
- III nagroda: Krzysztof Szekalski i Joanna Bratkiewicz
- wyróżnienie: Sławomir Sadowski[11]

## XII edycja 2014
Jury: Henryk Gała, Andrzej Gnarowski, Waldemar Smaszcz
Laureaci:
- I nagroda: Grażyna Moroz
- II nagroda: Piotr Zemanek
- III nagroda: Robert Wieczorek i Ewa Włodarska
- wyróżnienie: Magdalena Sadowska-Maciejewska[12]

## XIII edycja 2015
Jury: Krystyna Konecka, Andrzej Dębkowski, Stefan Jurkowski
Laureaci:
- I nagroda: Piotr Piątek
- II nagroda: Artur Jan Szczęsny
- III nagroda: Alicja Maria Kuberska, Barbara Kowalewska i Paweł Banach[13]

## XIV edycja 2016
Jury: Dorota Sokołowska, Henryk Gała, Przemysław Dakowicz
Laureaci:
- I nagroda: Paweł Podlipniak
- II nagroda: Ireneusz Jaskólnik
- pozostałe nagrody: Marcin Królikowski, Anna Piliszewska, Dariusz Glazer, Katarzyna Wiktoria Polak[14]

## XV edycja 2017
Jury: Teresa Radziewicz, Janusz Taranienko, Henryk Gała
Laureaci:
- I nagroda: Wojciech Roszkowski
- II nagroda: Anna Piliszewska
- III nagroda: Adam Korzeniowski i Rafał Baron
- wyróżnienie: Ewa Włodarska[15]

## XVI edycja 2018
Jury: Uta Christiaens, Wojciech Kass, Bartosz Konstrat
Laureaci:
- I nagroda: Paulina Pidzik
- II nagroda: Urszula Kuzińska
- III nagroda: Krzysztof Rejmer
- IV nagroda: Małgorzata Borzeszkowska, Luiza Lalliche[16]

## XVII edycja 2019
Jury: Elżbieta Michalska, Dorota Sokołowska, Jacek Podsiadło
Laureaci:
- I nagroda: Marek Kucak
- II nagroda: Krzysztof Martwicki
- III nagroda: Wojciech Roszkowski
- IV nagroda: Amelia Pudzianowska i Łukasz Barys[17]

## XVIII edycja 2020
Jury: Tomasz Bąk, Marek Kucak, Paweł Podlipniak
Laureaci:
- I nagroda: Piotr Piątek
- II nagroda: nagroda odebrana (początkowo przyznana dla Elżbiety Galoch)
- III nagroda: Rafał Baron
- IV nagroda: Marian Lech Bednarek i Katarzyna Caryńska[18]

## XIX edycja 2021
Jury: Dorota Ryst (przewodnicząca), Piotr Gajda, Janusz Radwański
Laureaci:
- I nagroda: Dominika Palka
- II nagroda: Tomasz Lorenc
- III nagroda: Rafał Baron
- wyróżnienie: Łukasz Barys[19]

## XX edycja 2022
Jury: Elżbieta Michalska, Marta Klubowicz, Karol Samsel
Laureaci:
- I nagroda: Mirosław Kowalski
- II nagroda: Jakub Wasilewski
- III nagroda: Czesław Markiewicz
- wyróżnienie: Aneta Jasłowska[20]

## XXI edycja 2023
Jury: Jolanta Chrostowska-Sufa, Urszula Krajewska-Szeligowska, Eligiusz Buczyński
Laureaci:
- I nagroda: Martyna Kulińska
- II nagroda: Aleksandra Grudzińska
- III nagroda: Donata Witkowska-Kowal[21]

## XXII edycja 2024
Jury: Jacek Kurek (przewodniczący), Ewa Popielarz, Erazm Stefanowski
Laureaci:
- I nagroda: Michał Przyborowski
- II nagroda: Czesław Markiewicz
- III nagroda: Jerzy Fryckowski[22]

## XXIII edycja 2025
Jury: Krzysztof Korotkich, Emilia Konwerska, Dorota Sokołowska
Laureaci:
- I nagroda: Agata Gołąbek-Polus
- II nagroda: Mirosław Gabryś
- III nagroda: Małgorzata Kotłowska[23]